# Scheloribates angulatus
Scheloribates angulatus är en kvalsterart som beskrevs av Rainer Willmann 1931. Scheloribates angulatus ingår i släktet Scheloribates och familjen Scheloribatidae. Inga underarter finns listade i Catalogue of Life.